# Vladimir Tjelomej
Vladimir Nikolajevitj Tjelomej (ryska: Владимир Николаевич Челомей), född 30 juni 1914, död 8 december 1984, var en sovjetisk ingenjör. Tjelomej var en av Sovjetunionens tre ledande chefskonstruktörer av raketer och rymdfarkoster tillsammans med Sergej Koroljov och Valentin Glusjko. Han ledde konstruktionsbyrån Masjinostrojenija fram till sin död.
Tjelomej forskade om kryssningsmissiler under andra världskriget, men han blev förbigången, då försvarsministern Mikojan överförde uppgiften till sin bror Artiom Mikojan (därav MiG-planen). Tjelomej försökte att få alla resurserna till att sända kosmonauter till månen överförda till sitt förslag genom att uppvakta Nikita Chrusjtjovs son Sergej. Då Chrusjtjov avsattes som generalsekreterare, ville försvarsordföranden Dimitrij Ustinov lägga ned alla projekt som Chrusjtjov hade stött, vilket drabbade Tjelomej hårt.
Asteroiden 8608 Chelomey är uppkallad efter Vladimir Tjelomej.

## Designbedrifter
- P-5 Pjatjorka – jetdriven sjömålsrobot.
- UR-100 – Interkontinental ballistisk robot.
- UR-200 – Interkontinental ballistisk robot.
- UR-500 Proton – tvåstegs bärraket. Ursprungligen utvecklad för att skicka två kosmonauter runt månen.
- Poljot 1 och 2 – antisatellitvapen.
- Almaz militära Saljutprogrammet (Saljut 2, Saljut 3 och Saljut 5).
- TKS-skeppen, bemannade rymdfarkoster till Saljut.